# Синьоре, Симона
Симо́на Синьоре́ (фр. Simone Signoret [simɔn siɲɔˈʀɛ], настоящее имя — Симо́на-Анриэ́тта-Шарло́тта Каминке́р (фр. Simone-Henriette-Charlotte Kaminker); 25 марта 1921 — 30 сентября 1985) — французская актриса кино и театра, одна из немногих французских актрис — обладательниц премии «Оскар».

## Биография

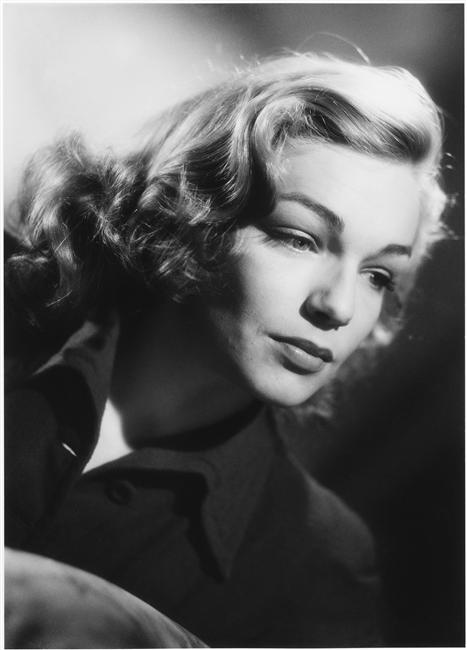

Симона Каминкер родилась 25 марта 1921 года в Висбадене. Её отцом был офицер французских оккупационных войск еврей Андре Каминкер (1888—1961), матерью — француженка Жоржетт Синьоре (1896—1984). В семье, кроме неё, росли два брата. Будущая актриса росла и воспитывалась в Париже, в числе прочего изучала английский язык и латынь.
В годы немецкой оккупации Симона была ответственна за содержание своей семьи и была вынуждена устроиться на работу машинисткой во французскую коллаборационистскую газету Les nouveaux temps, которой руководил журналист и политик Жан Люшер. Также она подружилась с группой артистов и начала актёрскую карьеру. Для сцены взяла девичью фамилию матери — Синьоре.
Свою первую крупную роль исполнила в фильме «Демоны зари» (1946), который снял её муж режиссёр Ив Аллегре. С Аллегре Симона прожила с 1944 по 1949 годы, в 1946 году у пары родилась дочь — Катрин Аллегре, которая также стала киноактрисой.
В 1950 году она встретилась с Ивом Монтаном. Вскоре они поженились — этот семейный и творческий союз продолжался до её смерти.
В 1953 году Симона была удостоена премии BAFTA за лучшую женскую роль иностранной актрисе (первое вручение премии в этой категории) за фильм Жака Беккера «Золотая каска». Спустя 4 года вновь получила эту премию за работу в фильме Реймона Руло «Салемские колдуньи» (сценарий Жана-Поля Сартра по пьесе Артура Миллера «Суровое испытание»). Также 1950-е годы отмечены работой в фильме Луиса Бунюэля «Смерть в этом саду».

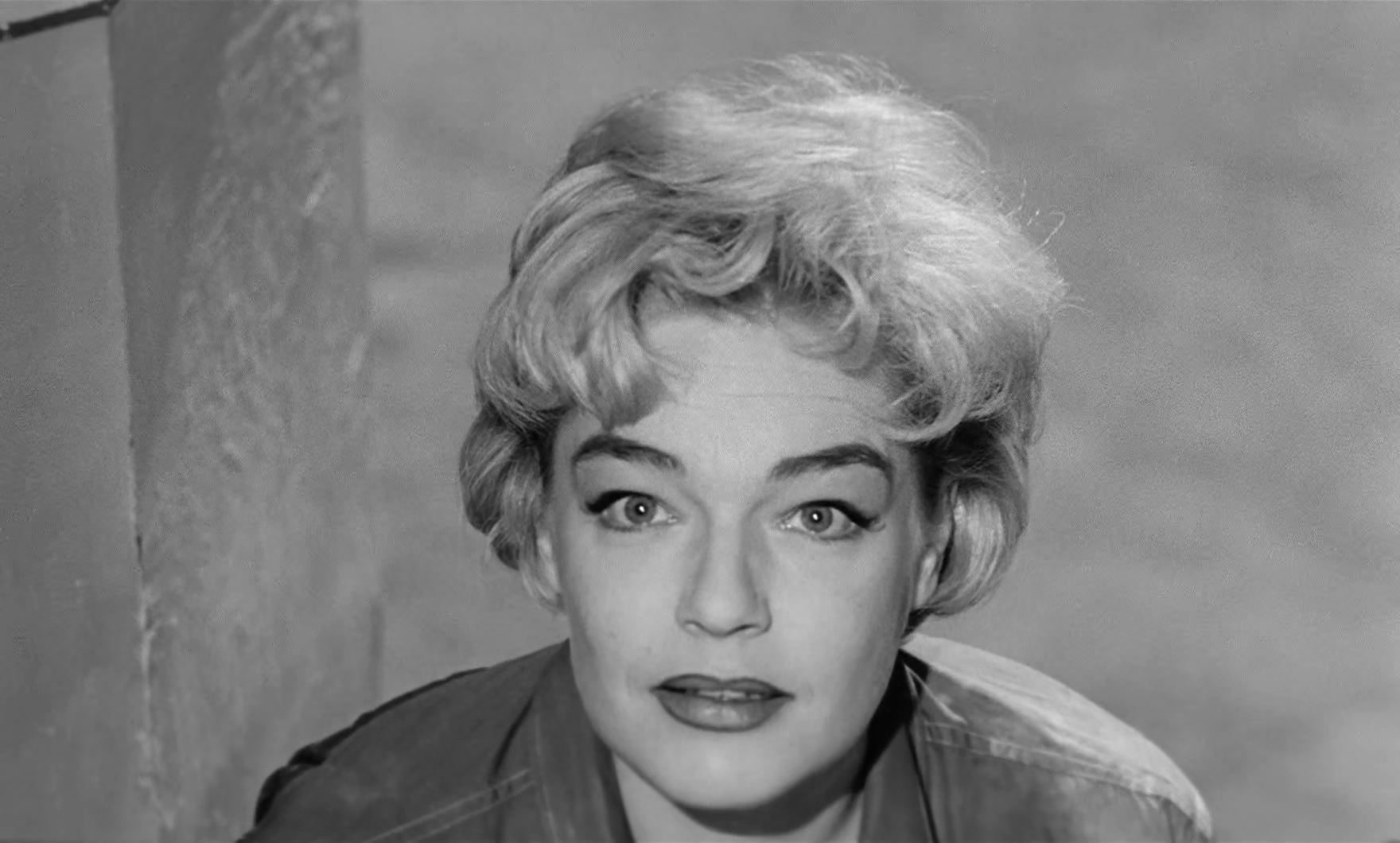
Синьоре в фильме 1960 года «Адуя и её подруги»

Вершиной признания Симоны Синьоре стала премия «Оскар» (1960) за главную роль в фильме Джека Клейтона «Путь наверх». За эту роль Синьоре была удостоена целого ряда других крупнейших наград — приз за лучшую женскую роль на Каннском кинофестивале, третья в карьере премия BAFTA за лучшую женскую роль иностранной актрисе.
Актриса ещё раз была номинирована на премию «Оскар» за роль графини-наркоманки в драме Стэнли Крамера «Корабль дураков» (1965). В 1968 году сыграла Ирину Аркадину в фильме Сидни Люмета «Чайка» по пьесе Чехова.
В 1971 году получила премию «Серебряный медведь» за лучшую женскую роль на Берлинском кинофестивале за работу в фильме «Кот» (разделила премию с Ширли Маклейн). Партнёром Синьоре в этом фильме Пьера Гранье-Деферра был Жан Габен. В 1976 году вместе с Ивом Монтаном снялась в фильме Алена Корно «Полицейский кольт „Питон 357“»

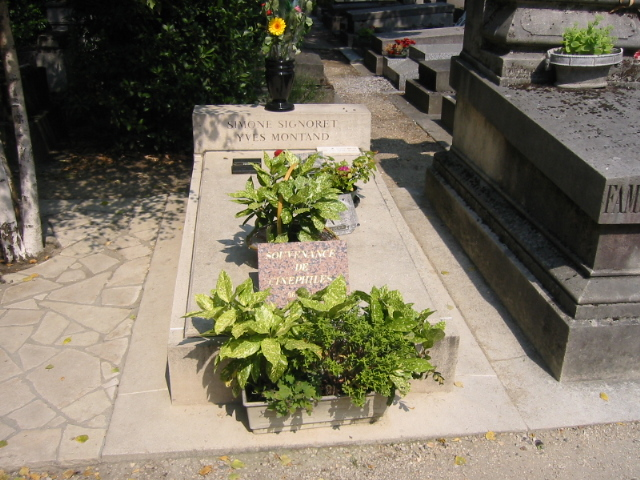
Памятники на могиле Симоны Синьоре и Ива Монтана. Париж, кладбище Пер-Лашез

Одной из последних крупных работ Синьоре стала главная роль мадам Розы в фильме 1977 года израильского режиссёра Моше Мизрахи «Вся жизнь впереди». За эту роль Синьоре была удостоена национальной французской премии «Сезар», а также итальянской премии «Давид ди Донателло» лучшей иностранной актрисе. Одним из последних фильмов актрисы стала картина Пьера Гранье-Деферра «Северная звезда» (1982), где Синьоре сыграла вместе с Филиппом Нуаре и была номинирована на премию «Сезар» за лучшую женскую роль.
В течение длительного времени страдала алкоголизмом. Симона Синьоре скончалась от рака поджелудочной железы 30 сентября 1985 года, на 65-м году жизни, в нормандском городе Отёй-Антуй. Похоронена на кладбище Пер-Лашез.
Знаменитая американская певица и пианистка Нина Симон взяла свой псевдоним в честь Симоны Синьоре.

## Фильмография
| Год  |     | Русское название              | Оригинальное название                  | Роль                 |
| ---- | --- | ----------------------------- | -------------------------------------- | -------------------- |
| 1942 | ф   | Болеро                        | Boléro                                 | сотрудница дома моды |
| 1942 | ф   | Очаровательный принц          | Le prince charmant                     | н/д                  |
| 1942 | ф   | Вечерние посетители           | Les visiteurs du soir                  | эпизодическая роль   |
| 1942 | ф   | Благодетель                   | Le bienfaiteur                         | секретарь в журнале  |
| 1943 | ф   | Он приехал в день всех святых | Le Voyageur de la Toussaint            | эпизодическая роль   |
| 1943 | ф   | Прощай, Леонард               | Adieu Léonard                          | цыганка              |
| 1944 | ф   | Ангел ночи                    | L’ange de la nuit                      | студентка            |
| 1944 | ф   | Желания Беатрис               | Béatrice devant le désir               | Лилиан Мораччини     |
| 1944 | ф   | Ночные службы                 | Service de nuit                        | танцовщица в таверне |
| 1944 | ф   | Мёртвые большего не требуют   | Le mort ne reçoit plus                 | любовница Фирмина    |
| 1945 | ф   | Шкатулка снов                 | La boîte aux rêves                     | женщина              |
| 1946 | ф   | Демоны рассвета               | Les démons de l’aube                   | Лили                 |
| 1946 | ф   | Прекрасная пара               | Le couple idéal                        | Аннет                |
| 1946 | ф   | Макадам                       | Macadam                                | Жизель               |
| 1947 | ф   | Фантомас                      | Fantômas                               | Элен                 |
| 1948 | ф   | Против ветра                  | Against the Wind                       | Мишель               |
| 1948 | ф   | Деде из Антверпена            | Dédée d’Anvers                         | Деде                 |
| 1948 | ф   | Тупик двух ангелов            | Impasse des deux anges                 | Анн-Мари / Марианна  |
| 1948 | кор | —                             | Aller et retour                        | н/д                  |
| 1950 | ф   | Манеж                         | Manèges                                | Дора                 |
| 1950 | ф   | Швейцарский тур               | Swiss Tour                             | Ивонн                |
| 1950 | ф   | Карусель                      | La ronde                               | Леокадия             |
| 1950 | ф   | Охота                         | Le traqué                              | Дениз Вернон         |
| 1950 | ф   | Стрелок на улицах города      | Gunman in the Streets                  | Дениз Вернон         |
| 1951 | ф   | Адрес неизвестен              | Sans laisser d’adresse                 | журналистка          |
| 1951 | ф   | Тень и свет                   | Ombre et lumière                       | Изабелль Лериц       |
| 1952 | ф   | Золотая каска                 | Casque d’or                            | Мари «Золотая каска» |
| 1953 | ф   | Тереза Ракен                  | Thérèse Raquin                         | Тереза Ракен         |
| 1953 | кор | —                             | Confidences en zig-zag sur l’amour     | н/д                  |
| 1955 | ф   | Дьяволицы                     | Les Diaboliques                        | Николь Орне          |
| 1955 | кор | Мамаша Кураж и её дети        | Mutter Courage und ihre Kinder         | Иветт                |
| 1956 | ф   | Смерть в этом саду            | La Mort en ce jardin                   | Джин                 |
| 1956 | кор | —                             | Un matin comme les autres              | Жанин Аликс          |
| 1957 | ф   | Салемские колдуньи            | Les sorcières de Salem                 | Элизабет Проктор     |
| 1959 | ф   | Путь наверх                   | Room at the Top                        | Элис Эйсджил         |
| 1960 | с   | Театр «Дженерал Электрик»     | General Electric Theater               | женщина              |
| 1960 | ф   | Адуя и её подруги             | Adua e le compagne                     | Адуя Джованнетти     |
| 1961 | ф   | Удары судьбы                  | Les mauvais coups                      | Роберта              |
| 1961 | ф   | Знаменитые любовные истории   | Amours célèbres                        | Женни де Лакур       |
| 1962 | ф   | Семестр испытаний             | Term of Trial                          | Анна                 |
| 1963 | ф   | Самый короткий день           | Il giorno più corto                    | н/д                  |
| 1963 | ф   | День и час                    | Le jour et l’heure                     | Тереза Дютей         |
| 1963 | ф   | Драже с перцем                | Dragées au poivre                      | мадам Женевьев       |
| 1965 | ф   | Корабль дураков               | Ship of Fools                          | графиня              |
| 1965 | ф   | Убийца в спальном вагоне      | Compartiment Tueurs                    | актриса Элиан Дарре  |
| 1966 | с   | Боб Хоуп представляет         | Bob Hope Presents the Chrysler Theatre | Сара Лескот          |
| 1966 | ф   | Горит ли Париж?               | Paris brûle-t-il?                      | хозяйка бистро       |
| 1966 | ф   | Дело самоубийцы               | The Deadly Affair                      | Эльза Феннан         |
| 1967 | ф   | Игры                          | Games                                  | Лиза Шиндлер         |
| 1968 | ф   | Мистер Фридом                 | Mr. Freedom                            | в роли самой себя    |
| 1968 | ф   | Чайка                         | The Sea Gull                           | Ирина Аркадина       |
| 1969 | ф   | Армия теней                   | L’Armée des ombres                     | Матильда             |
| 1969 | ф   | Американец                    | L’américain                            | Леона                |
| 1970 | ф   | Признание                     | L’Aveu                                 | Лиза                 |
| 1970 | тф  | В осаде                       | Un otage                               | Мег                  |
| 1971 | ф   | Обратный отсчёт               | Comptes à rebours                      | Лиа                  |
| 1971 | ф   | Кот                           | Le Chat                                | Клеманс Буэн         |
| 1971 | ф   | Вдова Кудер                   | La Veuve Couderc                       | Тати, вдова Кудер    |
| 1973 | ф   | Сгоревшие фермы               | Les granges brûlées                    | Роза                 |
| 1973 | ф   | Трудный день королевы         | Rude journée pour la reine             | Жанна                |
| 1975 | ф   | Плоть орхидеи                 | La chair de l’orchidée                 | леди Вамос           |
| 1976 | ф   | Полицейский кольт «Питон 357» | Police Python 357                      | Тереза Ганэ          |
| 1977 | ф   | Вся жизнь впереди             | La Vie devant soi                      | мадам Роза           |
| 1978 | с   | Госпожа следователь           | Madame le juge                         | Элизабет Массо       |
| 1978 | ф   | Жюдит Терпов                  | Judith Therpauve                       | Жюдит Терпов         |
| 1979 | ф   | Подросток                     | L’adolescente                          | Мами                 |
| 1980 | ф   | Дорогая незнакомка            | Chère inconnue                         | Луиза Мартин         |
| 1982 | ф   | Северная звезда               | L'étoile du Nord                       | мадам Луиза Барон    |
| 1982 | ф   | Ги де Мопассан                | Guy de Maupassant                      | мать Мопассана       |
| 1983 | тф  | Тереза Эмбер                  | Thérèse Humbert                        | Тереза Эмбер         |
| 1983 | тф  | —                             | Music Hall                             | Ивонн Пьер           |

## Мемуары
- Simone Signoret. Nostalgia Isn’t What It Used To Be. Weidenfeld and Nicolson, 1978. ISBN 0-297-77417-4